# Andreas Miaoulis
Andreas Vokos (o Bokos)  Miaoulis (in greco Ανδρέας Μιαούλης?; Idra, 20 maggio 1768 – Atene, 24 giugno 1835) è stato un ammiraglio e politico greco di etnia arvanita, che comandò le forze navali greche durante la Guerra d'indipendenza greca del XIX secolo.

## Biografia
Miaoulis nacque nell'isola di Idra (Hydra): era noto tra gli isolani per il commercio in grano e come capitano mercantile. Era stato scelto per guidare le forze navali delle isole quando queste si ribellarono al governo del sultano.
Nel 1822 Miaoulis venne nominato navarco (in greco Ναύαρχος, o ammiraglio), di quella che sarebbe diventata la flotta greca. Quello stesso anno, comandò la spedizione inviata per vendicare il massacro di Chio (da cui prese ispirazione il pittore Eugène Delacroix per il quadro omonimo). Ebbe un ruolo importante nelle spedizioni di successo all'assedio di Missolungi, nel dicembre 1822 e nel gennaio 1823.
Nel 1824, dopo la conquista turca di Psara, comandò le forze greche, impedendo altri avanzamenti della flotta del sultano.
Nel 1825, nel quadro della battaglia di Sfacteria, ove perì il patriota italiano Santorre di Santa Rosa, malgrado alcuni successi, non riuscì però ad evitare che le forze egiziane occupassero Navarino.
Ebbe maggiore successo, lo stesso anno, riuscendo a portare rinforzi e vettovagliamenti a Missolungi, che era stata assediata per una seconda volta. Per salvare la città-fortezza, tentò di interrompere le comunicazioni marittime delle forze egiziane. L'enorme sproporzione tra gli squadroni e la forza delle navi ebbe la meglio.
Con il procedere della guerra, il potere navale dei greci diminuì, a causa della penuria della loro tesoreria e per la crescita della pirateria anarchica nel Mediterraneo orientale.
Miaoulis continuò ad essere a capo delle forze navali greche fino a quando l'ex ufficiale della flotta reale Thomas Cochrane entrò in servizio nel 1827: Miaoulis si ritirò per lasciare libertà al nuovo comandante inglese.
Ottenuta l'indipendenza, Miaoulis fu coinvolto nei conflitti civili, contrapposto al partito russo e a Kapodistrias. Fece parte della delegazione inviata per offrire a re Ottone la corona della Grecia, da cui fu nominato ammiraglio di divisione e dunque viceammiraglio.
Morì ad Atene il 24 giugno 1835. La sua salma fu seppellita nel Pireo, vicino alla tomba di Temistocle, il fondatore della flotta di triremi ateniesi e vincitore a Salamina. Il suo cuore riposa in un'urna presso il Ministero della Marina Mercantile.
Nel 1879 la Marina Ellenica chiamò un incrociatore Navarchos Miaoulis, in suo onore.